# Dexipo (filósofo)
Dexipo (350) fue un filósofo griego, seguidor del neoplatónico Jámblico de Calcis, perteneciente a la segunda mitad del siglo IV.
Dexipo escribió comentarios sobre Platón y Aristóteles, de los cuales uno, en el que explica y defiende las categorías aristotélicas, ha aparecido en textos tanto griegos como latinos. También defendió la armonía entre las filosofías de Platón y de Aristóteles. El texto más antiguo de Dexipo que se conserva fue editado en París por Félicien en 1549, bajo el título Quœstionum in Categorías Libri Tres. La última edición fue realizada en Múnich por Spengel, en 1859. En este trabajo Dexipo explica las categorías de Aristóteles al tiempo que se esfuerza por refutar las objeciones de Plotino.